# Divisió de Delhi
La divisió de Delhi fou una entitat administrativa del sud-est de Panjab a la riba de Jumna, regida per un comissionat amb seu a Delhi excepte als mesos d'estiu que es traslladava a Simla. Tenia una població el 1881 de 4.332.449 habitants que van passar a 4.434.751 el 1891 i 4.587.092 el 1901. La superfície era el 1881 de 14530 km² amb tres districtes (2724 pobles incloent les ciutats):
- Districte de Gurgaon
- Districte de Delhi
- Districte de Karnal

El 1901 mesurava 39.873 km² i la formaven set districtes:
- Districte d'Hissar
- Districte de Rohtak
- Districte de Gurgaon
- Districte de Delhi
- Districte de Karnal
- Districte d'Ambala
- Districte de Simla

La divisió llavors tenia 6486 pobles i 51 ciutats sent les més grans Delhi (208.575 el 1901), Ambala (78.638), Bhiwani (35.917), Rewari (27.295), Panipat (26.914), Karnal (23.559) i Rohtak (20.323). El comissionat tenia l'autoritat política sobre els estats de Sirmoor (Sirmur), Kalsia, Pataudi, Dujana i Doharu, amb una superfície de 1507 km² i una població de 264.204 habitants el 1901.